# Piotr Grzelak
Piotr Grzegorz Grzelak (ur. 29 stycznia 1982 w Gdańsku) – polski urzędnik i samorządowiec. Radny miasta Gdańska (2010–2014), zastępca prezydenta m. Gdańska (od 2014), prezes stowarzyszenia Wszystko dla Gdańska (od 2018).

## Życiorys

### Wykształcenie i praca zawodowa
Jest absolwentem Szkoły Podstawowej nr 24 w Gdańsku (1997) oraz I Liceum Ogólnokształcącego im. Mikołaja Kopernika w Gdańsku (2001). W 2001 rozpoczął studia na Wydziale Nauk Społecznych Uniwersytetu Gdańskiego, które ukończył w 2006 z tytułem magistra. Po studiach rozpoczął pracę w Referacie Informacji i Komunikacji Społecznej Urzędu Miasta Gdańska jako podinspektor. Następnie w latach 2007–2010 był asystentem prezydenta Gdańska Pawła Adamowicza. Od 2010 do 2014 pracował jako specjalista w zespole doradztwa Gdańskiej Agencji Rozwoju Gospodarczego. W latach 2015–2023 był prezesem Polskiej Unii Mobilności Aktywnej. W październiku 2024 został prezesem Związku Miast i Gmin Morskich.

### Działalność polityczna
Od 1999 należał do Stowarzyszenia Młodzi Konserwatyści RP, był także prezesem regionu pomorskiego. W latach 2001–2018 należał do Platformy Obywatelskiej. W 2010 pełnił funkcję szefa sztabu wyborczego Pawła Adamowicza w czasie wyborów samorządowych na prezydenta Gdańska. W 2010 kandydował do rady miasta Gdańska z ramienia Platformy Obywatelskiej, w których uzyskał 1338 głosów i otrzymał mandat radnego. Został członkiem i wiceprzewodniczącym Komisji Rozwoju Przestrzennego i Ochrony Środowiska oraz członkiem Komisji Rewitalizacji i Komisji Strategii i Budżetu. W 2014 ponownie wystartował do rady miasta Gdańska z ramienia Platformy Obywatelskiej, w których uzyskał 1224 głosy i otrzymał mandat radnego. 12 grudnia tego samego roku został ogłoszony przez prezydenta miasta Gdańska Pawła Adamowicza zastępcą prezydenta Gdańska ds. polityki komunalnej i następnie zrzekł się mandatu radnego.  
W 2018 został prezesem nowo powstałego stowarzyszenia politycznego Wszystko dla Gdańska. W 2018 po raz trzeci wystartował do rady miasta Gdańska z ramienia stowarzyszenia Wszystko dla Gdańska, tym samym przestał być członkiem Platformy Obywatelskiej. W wyborach uzyskał 3397 głosów i otrzymał mandat radnego. Ponownie nie objął mandatu ponieważ został mianowany zastępcą prezydenta Gdańska ds. polityki komunalnej. W styczniu 2019 po zamachu na prezydenta miasta Gdańska Pawła Adamowicza przestał pełnić obowiązki wiceprezydenta z powodu wygaśnięcia mandatu. Po wygranej Aleksandry Dulkiewicz ponownie został zastępcą prezydenta miasta Gdańska ds. zrównoważonego rozwoju, a ponadto pierwszym wiceprezydentem. W maju 2022 po odejściu ze stanowiska wiceprezydenta Gdańska ds. inwestycji Alana Aleksandrowicza przejął jego obowiązki. W 2024 z listy Koalicji Obywatelskiej po raz czwarty wystartował do rady miasta Gdańska. W wyborach uzyskał 4 959 głosów i otrzymał mandat radnego, którego następnie się zrzekł z racji ponownego objęcia funkcji zastępcy prezydenta miasta Gdańska.

## Życie prywatne
Jest synem Grzegorza oraz Danuty z domu Richert. W 2007 ożenił się z Emilią, z domu Tobolską. Mają troje dzieci: Franciszka, Bronisława oraz Wandę.